# Justin Pearson
Justin Jamal Pearson (né le 7 janvier 1995) est un homme politique américain membre de la Chambre des représentants du Tennessee (représentant le 86e district, qui couvre une partie de la ville de Memphis), élu lors d'une élection spéciale en janvier 2023, pour succéder à Barbara Cooper réélue à titre posthume lors de l'élection de novembre 2022 à la Chambre des représentants du Tennessee après sa mort en octobre 2022.
Au moment où il prête serment, âgé de 28 ans, il est le second plus jeune élu au sein de la Chambre des représentants du Tennessee.
Lui et un autre représentant noir élu de l'État (Justin Jones) sont expulsés le 6 avril 2023 de la chambre des représentants, pour avoir participé à une manifestation de contrôle des armes à feu à l'intérieur de la capitale de l'État d'une manière que les élus républicains ont qualifiée de « comportement désordonné » (disorderly behavior). Il est ensuite réintégré, à la suite d'un vote unanime des membres présents au conseil des commissaires du comté de Shelby le 12 avril 2023.

## Jeunesse et éducation
Pearson est né à Memphis, dans le Tennessee, d'un père prédicateur et d'une mère enseignante.
À 11 ans, la famille déménage près de Washington, DC alors que son père prépare une maîtrise à l'université Howard.
Quatre ans après, ils reviennent à Memphis, où Justin est choqué par le contraste entre son ancien lycée et son nouveau lycée, celui de Centreville, en Virginie, manifestement sous-financé. Au lycée Mitchell de Memphis, Pearson s'implique dans la gouvernance de l'école, plaidant pour des manuels et des cours avancés, participant à l'équipe de débat. Il sort du lycée diplômé et major de promotion.
En 2017, boursier Mellon Mays, il est diplômé du Bowdoin College de Brunswick, dans le Maine, avec une spécialité (études gouvernementales et juridiques et une mineure en études sur l'éducation,.
Il poursuit son cursus à l'institut d'été de politique publique de la Princeton School of Public and International Affairs.

## Implication dans la protection de l'environnement
En 2020, Pearson cofonde un groupe de défense de l'environnement (Memphis Community Against Pollution, antérieurement baptisé Memphis Community Against the Pipeline), l'un des deux groupes locaux qui joignent leurs efforts pour faire annuler la construction du pipeline Byhalia dont une partie devait traverser les quartiers noirs pauvres du sud de Memphis, et menacer en cas de fuite, de polluer l'aquifère de sable de Memphis, qui fournit de l'eau à toute la région de Memphis.

## Carrière politique
Pearson se présente à la primaire comme candidat démocrate (24 janvier 2023) dans le cadre d'une élection spéciale visant à élire un remplaçant à Barbara Cooper à la Chambre des représentants du Tennessee (Cooper est décédée le 25 octobre 2022 juste avant, en novembre 2022 d'être réélue, à titre posthume, avec 74 % des voix). Comme aucun républicain ni indépendant ne s'est présenté pour ce siège, le vainqueur de la primaire est assuré de remporter l'élection générale spéciale. Pearson, parmi 10 candidats, remporte la primaire avec 52,3 % des voix et le lendemain, nommé à l'unanimité et prête serment pour le poste vacant devant le conseil municipal de Memphis en tant que représentant par intérim avant les élections générales spéciales du 24 mars 2023.
Pearson est alors le second plus jeune législateur de la Chambre des représentants du Tennessee,,.
À la suite du meurtre de Tire Nichols (photographe noir tué par la police de Memphis lors d'un contrôle routier en janvier 2023, Pearson blâme un manque de formation et une culture et des politiques policières inadéquates, qui sont, selon lui, des facteurs contribuant à la violence policière. Il déclare vouloir présenter un projet de loi visant à empêcher les policiers ayant un casier judiciaire de passer d'un département à l'autre. Pearson déclare aussi qu'il siégerait au comité de justice pénale de la Chambre des représentants du Tennessee.
Il prête serment le 9 février 2023, en portant symboliquement ce jour-là un dashiki (vêtement traditionnel d'Afrique de l'Ouest).
Le républicain David B. Hawk, le lui reproche en affirmant qu'au sein de la chambre des représentants, le code vestimentaire est un signe de respect dans ce contexte ou une égalité est attendue, les représentants républicains du Tennessee ont tweeté à Pearson « vous devriez peut-être explorer une autre opportunité de carrière ».

### Expulsion et renouvellement
Le 27 mars 2023 à Nashville, la fusillade de l'école Covenant tue trois enfants de neuf ans et trois employés de l'école.
Trois jours plus tard, dans la capitale de l'État, aux côtés de Gloria Johnson et de Justin Jones, Pearson rejoint une manifestation qui demande une nouvelle fois un réforme du Contrôle des armes à feu dans le pays et en particulier un durcissement des lois de l’État sur les armes à feu.
Pearson, Johnson et Jones sont alors présentés sous le surnom des « trois du Tennessee » (The Tennessee Three). La chambre des représentants du Tennessee décide de voter sur l'opportunité d'expulser ces trois élus, ce qui nécessite une majorité des deux tiers (66 voix). Pearson est expulsé par un vote de 69 élus pour son exclusion face à 26 contre ; Jones (qui est également noir) est aussi expulsé (72 voix pour et 25 contre). Johnson (blanche et âgée de 60 ans), n'est pas expulsée. Face aux violences par arme à feu aux États-Unis, Pearson dénonce l'influence politique de la puissante association National Rifle Association of America (NRA) et des lobbyistes des armes à feu.
Le 7 avril 2023, le Washington Post rapporte que la vice-présidente Kamala Harris rend visite au trio, faisant écho à un message du président Biden qui les avait appelés plus tôt, disant : « Punir les législateurs qui ont rejoint des milliers de manifestants pacifiques appelant à l'action » est « choquant, antidémocratique et sans précédent ».
Le 12 avril, six jours après son expulsion, Pearson est finalement renommé à la chambre des représentants du Tennessee House à la suite d'un vote unanime du conseil des commissaires du comté de Shelby.

## Opinions civiques et politiques
En 2023, invité d'un « JFK Jr. Forum » avec David Hogg (ancien élève du Harvard College, survivant de la fusillade de masse de 2018 à Parkland, en Floride, et fondateur d'un groupe de militants pour la sécurité à l'école (March for Our Lives), qui exhorte ses camarades étudiants à refuser les offres d'emploi des grandes banques d'investissement et des grands cabinets de conseil), se référant aux vues de Martin Luther King, il appelle la génération Z et les milléniaux à agir contre la violence armée, et à se battre pour que les États-Unis deviennent un endroit meilleur et plus juste pour tous.
Pearson dénonce le fait que dans de nombreux États les législateurs du GOP « ont commencé à adopter des lois pour rendre en 2024 l'action de voter plus difficile pour les étudiants (qui ont soutenu les démocrates au cours des trois derniers cycles électoraux). Dans le Tennessee, par exemple, les cartes d'identité universitaires ne sont plus une forme valide d'identification de l'électeur. L'avocate Cleta Mitchell, qui a travaillé avec le président Trump pour annuler les résultats des élections de 2020, a récemment déclaré aux donateurs républicains que rendre plus difficile le vote des étudiants doit être une stratégie clé si le parti espère l'emporter aux prochaines élections »; Selon Pearson, « La réalité est qu'ils (les républicains) ne cesseront pas de mettre en place autant d'obstacles que possible pour que les jeunes et les personnes de couleur ne participent pas au processus démocratique ».